# Češnjice pri Moravčah
Češnjice pri Moravčah – wieś w Słowenii, w gminie Moravče. W 2018 roku liczyła 247 mieszkańców.